# マッハ!無限大
『マッハ!無限大』（Tom-Yum-Goong 2, ต้มยำกุ้ง 2, 他の題名はThe Protector 2（米）) は、2013年に公開されたタイのアクション映画。
『トム・ヤム・クン!』の続編で、ストーリー上は『マッハ!』シリーズとは無関係。トニー・ジャーの復帰作で、前作とは違いCG、ワイヤーを用いたアクションシーンもある。

## ストーリー
シドニーでの事件から数年後、カームは、象のコーンと静かに暮らしていた。そこに、象を買いたいと象キャンプを経営しているスチャートたちがやってくる。しかし、カームは、象を売ることを頑なに拒否する。一端、引き下がったかにみえたスチャートたちは、カームの不在を狙い、象を盗み出していった。それを知ったカームは、スチャートの屋敷に乗り込むが、既に、スチャートは殺されており、殺人の疑いをかけられ、警察とスチャートの姪たちに追われることになってしまう。インターポールのマーク巡査の助けで逃げていたカームは、Mr.LC率いる犯罪組織に捕まってしまう。象を連れ去ったのもMr.LCの一味だった。カームは、大きな犯罪に巻き込まれてしまうのだった。

## キャスト
役名 - 俳優※括弧内は日本語吹替
- カーム - トニー・ジャー（浪川大輔）
- マーク巡査部長 - ペットターイ・ウォンカムラオ （後藤哲夫）
- ピンピン - ジージャー・ヤーニン（小清水亜美）
- LC - RZA（綿貫竜之介）
- ジョブ - ブンソン・ナークプー（宮崎敦吉）
- No.2 - マレセ・クランプ（金城大和）
- トゥウェンティ〈No.20〉 - ラター・ポーガーム（ヤーヤー・イン）（下田屋有衣）
- No.18 - カズ・パトリック・タン
- スースー - ティーラダ・キティシリプラサート（有賀由樹子）
- グーグル - Jaratpong Suratsawatdi（野川雅史）
- チーフ - ジーン・ウーフ（藤巻大悟）
- No.24 - デヴィッド・イズマローン
- No.85 / 潜入捜査官 - ジョード・エル・ベルニ

## スタッフ
- マーシャルアーツ・スーパーバイザー：パンナー・リットグライ
- マーシャルアーツ・コレグラファー&監督：Weerapon Poomatfon、Somjal Jonmoontee